# Phan Tam Tỉnh
Phan Tam Tỉnh (潘三省, 1816 - ?), trước tên là Nhật Tỉnh, sau vua Thiệu Trị đổi tên là Tam Tỉnh, tự Hy Tăng; là danh thần triều Nguyễn trong lịch sử Việt Nam.

## Tiểu sử
Phan Tam Tỉnh là người làng Đông Thái, xã An Đồng, huyện La Sơn, tỉnh Hà Tĩnh (nay là xã Châu Phong, huyện Đức Thọ, tỉnh Hà Tĩnh).
Thiệu Trị năm đầu (Tân Sửu, 1841), ông thi đỗ cử nhân, năm sau (Nhâm Dần, 1842), đỗ Tiến sĩ cập đệ . Ban đầu, ông được bổ làm Hàn lâm Biên tu (biên chép sử sách), sau đổi làm Tri phủ Gia Định.
Tự Đức năm đầu (1847), triệu ông về kinh (Huế) làm Giám sát ngự sử. Ở chức việc này, ông "thường bàn việc, và từng xin ban khen những bề tôi tuẫn tiết cuối đời Lê" .
Năm 1851, cất ông làm Thị giảng học sĩ ở viện Tập hiền, sung chức Khởi cư chú  ở tòa Kinh diên. Làm một thời gian, ông được điều ra làm Án sát sứ ở Phú Yên và Bình Thuận.
Năm 1853, vua Tự Đức chọn những người có văn học về thi ở điện Khâm văn. Bài đối sách của ông được vua khen và chấm đứng đầu vì có "kiến văn rộng" . Gặp lúc nhà vua coi trọng việc học, bèn cho ông làm Tế tửu (tương đương chức Hiệu trưởng trường Đại học ngày nay) ở Quốc tử giám (Huế). Sử nhà Nguyễn chép: "Sĩ tử nghe thấy tranh nhau khuyến khích cổ lệ , (đồng thời nhờ) Tam Tỉnh sẵn lòng chăm siêng dạy bảo, thi hành đều có phép tắc, nên văn học không có phù hoa mà thành đạt được nhiều, sau này ai cũng nói không lúc nào văn học được thịnh như lúc bấy giờ".
Sau, thăng ông làm Quang lộc tự khanh, lĩnh chức Bố chính sứ ở Hải Dương, rồi về triều làm Tả thị lang bộ Hộ.
Năm 1862, nghe tin Tạ Văn Phụng đang dẫn quân uy hiếp thành tỉnh Hải Dương, nhà vua liền cử ông làm Hộ lý Tổng đốc Hải An (Hải Dương và Quảng Yên). Đến đây, ông cùng với Trương Quốc Dụng và Đào Trí dẫn quân đi đánh, lấy lại được phủ Bình Giang và thành tỉnh Hải Dương. Khi xét công trạng, ông được thăng chức Tuần phủ, nhưng vẫn làm nhiệm vụ cũ.
Năm 1868, ông cùng với Hải phòng sứ Phan Bân xin đặt các việc tuần phòng, nên sau đó đổi ông làm Hồng lô tự khanh sung Hiệp lý để lo việc tuần phòng ở ngoài biển. Đang làm thì ông bị ốm phải xin về, rồi mất (không rõ năm), được truy tặng chức Hải Dương bố chánh sứ.
Sử nhà Nguyễn là Đại Nam chính biên liệt truyện khen ông là người "nhớ dai, đoan trang kín đáo, thanh liêm chăm chỉ, có tiếng là lương mục" .

## Sách tham khảo
- Quốc sử quán triều Nguyễn (Cao Xuân Dục làm Tổng tài), Đại Nam chính biên liệt truyện (bản dịch, trong bài gọi tắt là Chính biên). Nhà xuất bản Văn học, 2004.
- Nguyễn Q. Thắng-Nguyễn Bá Thế, Từ điển nhân vật lịch sử Việt Nam. Nhà xuất bản Khoa học xã hội, 1992.